# Den gäckande skuggan
Den gäckande skuggan (engelska: The Thin Man) är en amerikansk mysteriefilm från 1934 i regi av W.S. Van Dyke. Filmen är löst baserad på Dashiell Hammetts roman med samma namn. I huvudrollerna ses William Powell och Myrna Loy. Filmens stora framgångar och popularitet ledde till att den fick fem uppföljare, Efter den gäckande skuggan (1936), Gäckande skuggan kommer tillbaka (1939), Gäckande skuggan på nya äventyr! (1941), Gäckande skuggan tar hem spelet (1945) och Melodin som gäckade skuggan (1947).

## Handling
William Powell spelar den mycket skarpsinnige detektiven Nick Charles, som sedan sitt giftermål med sin kamratliga fru Nora Charles, spelad av Myrna Loy, låtit sitt detektivarbete ligga i träda under de senaste fyra åren. Dottern till en gammal vän, Dorothy Wynant, spelad av Maureen O’Sullivan kommer i kontakt med Nick under ett nattklubbsbesök Nick och Nora företar och lyckas då få Nick att återta sin gamla roll som detektiv för att leta efter sin gamle vän, Dorothys försvunna fader Clyde Wynant.

## Karaktärisering
Filmens framgång bland biobesökarna berodde på de avspända förhållandet mellan de två huvudpersonernas, det lättsamt komiska raljerandet, de knasiga fysiska skämten, hunden Asta och - förstås - det ständiga drickandet. Nora var dessutom ett kvinnoideal som den perfekta, förstående kamrathustrun.

## Rollista i urval
- William Powell – Nick Charles
- Myrna Loy – Nora Charles
- Skippy – Asta, deras hund
- Maureen O’Sullivan – Dorothy Wynant
- Nat Pendleton – Lt. John Guild
- Minna Gombell – Mimi Wynant Jorgenson
- Porter Hall – Herbert MacCaulay
- Henry Wadsworth – Tommy
- William Henry – Gilbert Wynant
- Harold Huber – Arthur Nunheim
- Cesar Romero – Chris Jorgenson
- Natalie Moorhead – Julia Wolf
- Edward Brophy – Joe Morelli
- Edward Ellis – Clyde Wynant
- Cyril Thornton – Tanner